# Lucile Desblache
Lucile Desblache (París, 6 de marzo de 1958) es una pensadora ecocrítica francesa radicada en Londres, donde dirige el Centre for Translation and Transcultural Studies de la University of Roehampton. Es, asimismo, redactora jefe de JoSTrans, The Journal of Specialised Translation. Realizó sus estudios en Literatura comparada y Musicología en las Universidades de Nice, Aix-en-Provence, París-Sorbonne, París VIII y Blaise Pascal. Es doctora en Literatura comparada por las Universidades París VIII y Blaise Pascal de Clermont-Ferrand. 
Su investigación ecocrítica se halla centrada en la representación transcultural de los animales. Entre las numerosas obras que ha dedicado al estudio de la representación de los animales en las culturas contemporáneas, cabe citar Bestiaire du roman contemporain d’expression française y La Plume des Bêtes. Les animaux dans le roman.

## Publicaciones
- La Plume des Bêtes. Les animaux dans le roman, París, Ed. l’Harmattan, 2011.

- L’animal romanesque, Beauchesne, Paris, 2009.

- Bestiaire du roman contemporain d'expression française, Presses de l'Université Blaise Pascal, Clermont-Ferrand, 2002.

## Ediciones
- Souffrances animales et tradition humaines: rompre le silence, Editions Universitaires de Dijon, Dijon, pp. 250, 2014.

- Hybrides et monstres: transgressions et promesses des cultures contemporaines, Editions Universitaires de Dijon, Dijon, 2012, pp. 285.[8]

- Écrire l'animal aujourd'hui, Editions Blaise Pascal, February 2006

- Aspects of Specialised Translation, La Maison du Dictionnaire, Paris, 2001.